# Сыновья уходят в бой (альбом)
«Сыновья уходят в бой» — двухдисковый виниловый сборник с архивными записями авторского исполнения Владимира Высоцкого на военную тематику.

## Об альбоме
Сборник был выпущен фирмой «Мелодия» по инициативе поэта Игоря Кохановского в 1986 году. Часть материала для сборника была взята с французских и канадских пластинок.
Некоторую часть песен Высоцкий написал во время съемок фильма «Сыновья уходят в бой». Но несмотря на то, что другие песни были написаны Высоцким в разное время, они представляют один единый цикл событий военных лет от 1941 года до победного 1945 года. В песнях чувствуется напряжение и усталость от войны, в них запечатлено постоянное преодоление себя, собственного страха, трудностей войны.
В качестве звукового предисловия на альбоме представлена запись Высоцкого, в которой он рассказывает, почему тема войны стала важной темой его творчества.

## Список композиций
| №  | Название                                                                   | Запись                                                     | Длительность |
| -- | -------------------------------------------------------------------------- | ---------------------------------------------------------- | ------------ |
| 1. | «Владимир Высоцкий о своих песнях» (Vladimir Vysotsky Speaks Of His Songs) | концерт в МФТИ, Долгопрудный                               | 2:08         |
| 2. | «Сыновья уходят в бой» (Sons Are Leaving For Battle)                       | первая французская пластинка Le Chant Du Monde             | 2:16         |
| 3. | «Аисты» (The Storks)                                                       | первая французская пластинка Le Chant Du Monde             | 4:10         |
| 4. | «Пожары» (The Fires)                                                       | инструментальная запись для фильма «Забудьте слово смерть» | 3:05         |
| 5. | «Горное эхо» (Mountain Echo)                                               | первая французская пластинка Le Chant Du Monde             | 2:36         |
| 6. | «А на войне, как на войне» (In War As In War)                              | записи Константина Мустафиди                               | 1:06         |
| 7. | «В темноте» (In The Dark)                                                  | первая французская пластинка Le Chant Du Monde             | 2:07         |
| 8. | «Мы вращаем Землю» (It’s Us That Make The Earth Go Round)                  | инструментальная запись; студия RCA Records                | 3:26         |

| №  | Название                                            | Запись                                         | Длительность |
| -- | --------------------------------------------------- | ---------------------------------------------- | ------------ |
| 1. | «Разведка боем» (Reconnaissance In Force)           | записи Константина Мустафиди                   | 2:35         |
| 2. | «Их восемь, нас — двое» (Eight Of Them — Two Of Us) | запись к спектаклю «Звезды для лейтенанта»     | 2:37         |
| 3. | «Лётчик-испытатель» (Tester Pilot)                  | запись к спектаклю «Звезды для лейтенанта»     | 2:47         |
| 4. | «Мы взлетали, как утки» (Flying Like Ducks)         | запись к спектаклю «Звезды для лейтенанта»     | 2:35         |
| 5. | «Звезды» (The Stars)                                | записи Константина Мустафиди                   | 2:05         |
| 6. | «Он не вернулся из боя» (Missing In Action)         | первая французская пластинка Le Chant Du Monde | 3:15         |
| 7. | «Як»-истребитель» («Yak» Fighter Plane)             | с оркестром под управлением Г. Гараняна        | 3:28         |

| №  | Название | Запись                                         | Длительность |
| -- | --- | ---------------------------------------------- | ------------ |
| 1. | «Песня о земле» (Song Of The Land)                                                                          | первая французская пластинка Le Chant Du Monde | 2:20         |
| 2. | «Так случилось — мужчины ушли» (It Came To That — The Men Were Gone)                                        | записи Константина Мустафиди                   | 3:10         |
| 3. | «Белый вальс» (The Ladies' Walts)                                                                           | записи Вадима Туманова                         | 6:00         |
| 4. | «Письмо» (The Letter)                                                                                       | записи Константина Мустафиди                   | 2:45         |
| 5. | «Песня о друге» (Song Of Friend)                                                                            | оркестровые записи к кинофильму «Вертикаль»    | 2:15         |
| 6. | «Чёрные бушлаты, посвящается евпаторийскому десанту» (The Navy Jackets, Dedicated To The Eupatoria Landing) | первая французская пластинка Le Chant Du Monde | 3:35         |

| №  | Название                                                                              | Автор(ы)                                          | Запись                                         | Длительность |
| -- | ------------------------------------------------------------------------------------- | ------------------------------------------------- | ---------------------------------------------- | ------------ |
| 1. | «Песня о конце войны» (The End Of War)                                                | Записи с гитаристами А. Бальчевым и В. Витковским |                                                | 4:50         |
| 2. | «О погибшем друге» (My Friend Who Was Killed In The War)                              |                                                   | запись к спектаклю «Звезды для лейтенанта»     | 5:00         |
| 3. | «О моём старшине» (About My Sergeant)                                                 |                                                   | записи Константина Мустафиди                   | 3:02         |
| 4. | «Братские могилы» (Common Graves)                                                     |                                                   | первая французская пластинка Le Chant Du Monde | 1:19         |
| 5. | «Давно смолкли залпы орудий» (The Guns Have Long Been Silent)                         |                                                   | записи Константина Мустафиди                   | 2:07         |
| 6. | «Как призывный набат (Песня о новом времени)» (Like An Alarm Bell (Song Of New Time)) |                                                   | первая французская пластинка Le Chant Du Monde | 2:34         |

## Творческий коллектив
- Музыка и слова: В. Высоцкий
- Пение, гитара: В. Высоцкий
- Реставратор: Т. Павлова
- Составители: Т. Духанина
- Редактор: А. Качалина
- Художник: А. Григорьев
- Фото: В. Меклера (два разных фото Высоцкого, по одному на конверте) из фильма В. Виноградова «Я возвращаю ваш портрет»
- Большую помощь в работе над этой программой оказали И. Кохановский и К. Мустафиди, которым Студия выражает благодарность.
- На лицевой стороне конверта: Константин Васильев, «Прощание славянки»

## Факты
- Альбом выпускался как единым комплектом из двух пластинок, так и разрозненно (каждая пластинка по отдельности).
- Русский текст на конверте продублирован текстом на английском языке, в несколько свободном переводе.[источник не указан 3144 дня]
- По непонятной причине из фильма «Вертикаль» для пластинки выбрана «Песня о друге», темы касающаяся косвенно, а не посвящённая войне песня «Мерцал закат…».
- В пластинку не вошли некоторые вещи из ранее уже разрешённых для публикации в сборнике "Нерв": "Высота", "Случай в ресторане", "Песня о госпитале"... Но есть и обратные примеры: "Темнота", "Песня лётчика-испытателя", "Всю войну под завязку..."
- Песня «Пожары» по замыслу автора привязана к событиям Гражданской войны, а не Великой Отечественной. Использованная фонограмма этой песни в оригинале начинается достаточно длительным инструментальным вступлением, которое было отрезано при перезаписи на пластинку.
- «Песня о конце войны» в действительности никогда не была спета автором целиком. Для пластинки сделан монтаж из двух разных частичных исполнений.
- Несмотря на то, что многие вошедшие в альбом записи (в том числе все иностранные, а также песня «Як»-истребитель", записанная на фирме «Мелодия») в оригинале являются стереофоническими, качество всего альбома было понижено до монофонического (скорее всего, для единообразия; могли иметь место и обстоятельства авторского права). При переиздании альбома на компакт-дисках в 2002 году (диски BoMB 02-31 и BoMB 02-32) издательство Bomba Music не исправило этот недостаток, то есть не заменило монофонические фонограммы на уже доступные к тому моменту стереофонические оригиналы, выпустив их в том виде, в котором получило от ФГУП «Фирма Мелодия».

## Песни Высоцкого о войне, не вошедшие в альбом[5]
Ленинградская блокада
Про Серёжку Фомина
Штрафные батальоны
Песня о госпитале
Все ушли на фронт
Солдаты группы «Центр»
Высота
Песня про снайпера…
Мерцал закат, как блеск клинка…
Случай в ресторане
У нас вчера с позавчера…
Спасите наши души
Ты идёшь по кромке ледника…
Рядовой Борисов!…
Охота на кабанов
Зарыты в нашу память на века…
Целуя знамя в пропылённый шёлк…
Тот, который не стрелял
Я полмира почти через злые бои…
В дорогу — живо, или в гроб ложись…
Если где-то в чужой неспокойной ночи…
Баллада о короткой шее
Баллада о детстве